# Поповка (сельское поселение Сафоновское)
Попо́вка — деревня в Раменском муниципальном районе Московской области. Входит в состав сельского поселения Сафоновское. Население — 460 чел. (2010).

## Название
Название связано с некалендарным личным именем Поп.

## География

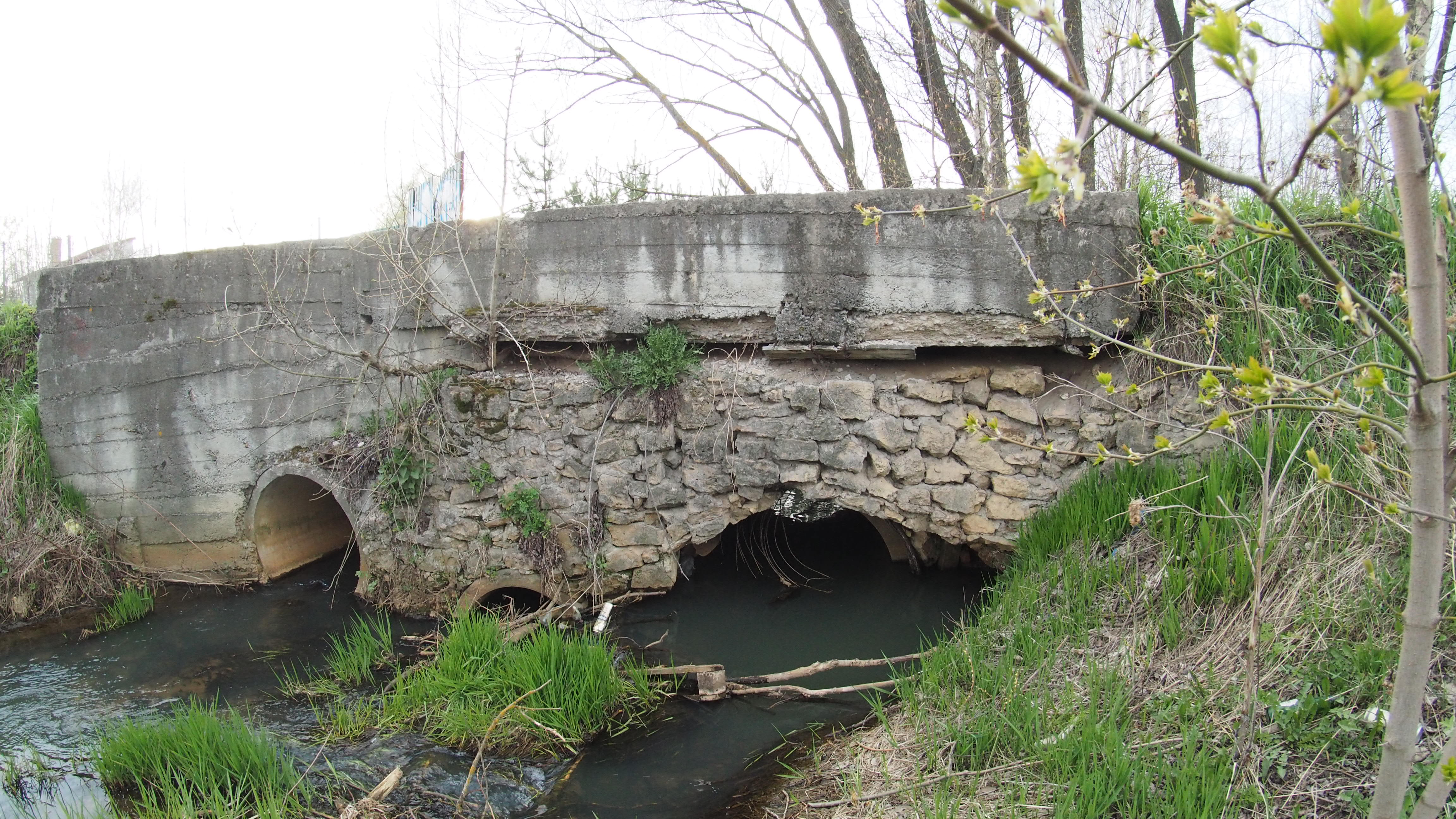
Каменный мост через Дергаевку в деревне (2020)

Деревня Поповка расположена в восточной части Раменского района, примыкает с востока к городу Раменское. Высота над уровнем моря 115 м. Через деревню протекает река Дергаевка. В деревне 15 улиц — 2-я Запрудная, Бирюзовая, Жемчужная, Заозёрная, Запрудная, Заречная, Изумрудная, Лазурная, Лесная, Садовая, Северная, Серебряная, Славянская, Центральная, Янтарная; 3 переулка — Московский 1-й, 2-й и 3-й; приписано 2 ДНТ, СНТ Жемчужина и территория Восточный. Ближайший населённый пункт — город Раменское.

## История
В 1926 году деревня являлась центром Поповского сельсовета Раменской волости Бронницкого уезда Московской губернии.
С 1929 года — населённый пункт в составе Раменского района Московского округа Московской области.
До муниципальной реформы 2006 года деревня входила в состав Сафоновского сельского округа Раменского района.

## Население
| 1926 | 2002 | 2010 |
| ---- | ---- | ---- |
| 460  | ↘376 | ↗460 |

В 1926 году в деревне проживало 460 человек (224 мужчины, 236 женщин), насчитывалось 78 хозяйств, из которых 65 было крестьянских. По переписи 2002 года — 376 человек (195 мужчин, 181 женщина).